# Démographie du Burkina Faso
Cet article contient des statistiques sur la démographie du Burkina Faso.

## Recensement
Le cinquième recensement général de la population et de l’habitation (RGPH) s'est tenu du 16 novembre 2019 au 15 décembre 2019. 
Les résultats préliminaires montrent une population de 20 487 979 habitants en 2019 avec un taux d'accroissement annuel de 2,93 % entre 2006 et 2019.
L'urbanisation progresse : de 22,7 % de la population en 2006 à 26,3 % en 2019.

## Situation sanitaire
Le réseau sanitaire du pays est de qualité médiocre et a perdu une grande partie de sa crédibilité auprès de la population. Le nombre de décès à l'hôpital est élevé. Par ailleurs, il n'existe pas de système de sécurité sociale. Des organisations humanitaires comme Médecins sans frontières sont donc engagées dans des actions permanentes d'assistance médicale.
Avec un taux d'infection au VIH estimé à 1,6 % de la population, le Burkina fait partie des cinq pays d'Afrique de l'Ouest les plus touchés par le SIDA. ll fait également partie de la « ceinture méningée » qui s’étend de l’Éthiopie au Sénégal.
C'est ainsi que le SIDA, le paludisme et la méningite sont les plus grandes causes de mortalité, avec les diarrhées, le tétanos et la rougeole chez les enfants.